# Ivan Gutzmirtl
Ivan Gutzmirtl (Gucmirtl; 1. svibnja 1940. – 24. studenoga 2002.), hrvatski nogometaš

## Životopis
Rođen 1940. godine. Otac Stjepan bio je igrač i entuzijast osječke Olimpije. Igrao je 1960-ih u tadašnjem drugoligašu NK Osijeku (do 1962. Proleter, do 1967. Slavonija, od 1967. Osijek) skupa s još dvojicom braće Josipom i Krešimirom.